# Jamale Davis
Jamale Davis (* um 1990 in Newark, New Jersey) ist ein US-amerikanischer Jazzmusiker (Kontrabass, Komposition).

## Leben und Wirken
Davis wuchs in Irvington, New Jersey, auf und begann 2003, sich im Wesentlichen autodidaktisch mit dem Bassspiel zu beschäftigen; Mentoren waren Ben Wolfe, Neal Miner und Ari Roland, seine Vorbilder Wilbur Ware und Jimmy Garrison.
Seit 2012 leitet Davis an verschiedenen Orten im Raum New York/New Jersey seine eigenen Bands. 2013 entstand im Smalls sein Debütalbum  Workers’ Comp, eingespielt mit Stefano Doglioni (Bassklarinette), Ned Goold (Tenorsaxophon), Pasquale Grasso (Gitarre) und Charles Goold (Schlagzeug), gefolgt von We Worked in the Bricks (2015) und … Who Can Contain Us (2019). Mit dem Trio The Codes, dem neben ihm dem Pianist Sacha Perry und Charles Goold angehören, erschien zunächst Morse Codes from the Opposite Land (2020) und 2023 das Album The Codes 2: The New Brutalism.  Zudem wirkte er bei Aufnahmen von Yoav Trifman (Nu Yo) mit. Davis lebt in Newark, New Jersey.